# Granatnik Łopuskiego
Granatnik Łopuskiego – granatnik konstrukcji polskiej, produkowany i użytkowany bojowo w czasie powstania warszawskiego.

## Konstrukcja
Broń została zaprojektowana przez Mieczysława Łopuskiego ps. „Konstruktor”. Produkcję podjęto w powstańczej wytwórni broni, działającej przy ul. Hożej 51 w ramach VII Obwodu AK „Obroża”. Prace konstrukcyjne zakończyły się 10 sierpnia. Prezentacja broni odbyła się 17 sierpnia 1944 roku.  Mieczysław Łopuski został ciężko ranny w trakcie prób i nie mógł kontynuować dalszych prac nad bronią. Późniejsze modyfikacje do konstrukcji wprowadzał inż. Eugeniusz Żochowski.
Lufa prototypu została wykonana z odcinka rury wodociągowej zaopatrzonej w gwint, do którego przykręcano odpowiednio zmodyfikowane złącze stanowiące komorę nabojową. Lufa miała średnicę 8 cm i długość 100 cm (w późniejszych egzemplarzach wydłużono ją do 120 cm). Wykonano ją na obrabiarkach Fabryki Dźwigów przy ulicy Emilii Plater 10. Ładunkiem miotającym był woreczek z chloranem potasu z domieszką 5% mielonego cukru. Jako urządzenia spustowego użyto buteleczki z kwasem siarkowym. Padająca z niej kropla dostawała się przez otwór do wnętrza komory, przepalała woreczek i stykała się z materiałem miotającym, powodując wystrzał, którego zasięg mógł wynosić do 600 lub 800 metrów.
Skorupy cylindrycznych granatów konstrukcji inż. Eugeniusza Żochowskiego i mgr. Tadeusza Chęcińskiego były wytwarzane z kawałków rury kanalizacyjnej, zaślepionej po obu stronach. Wysokość granatu wynosiła 126 mm, średnica 70 mm, a grubość ścianek 3 mm. Materiałem kruszącym był także chloran potasu z cukrem, z dodatkiem kawałków metalu. Zapalnikiem była fiolka z kwasem, która podczas upadku ulegała rozbiciu, inicjując detonację. Granaty były stabilizowane i uszczelniane w lufie za pomocą listewek drewnianych.
Broń była ładowana odtylcowo. Oddanie strzału wymagało kolejno: uzbrojenia granatu przez włożenie do niego przez otwór w pokrywie fiolki z kwasem siarkowym, załadowania go do lufy, umieszczenia woreczka z ładunkiem miotającym w komorze nabojowej i po uszczelnieniu dokręcenia jej do lufy. Granatnik był wówczas gotowy do strzału, który można było wykonać wkraplając kwas przez otworek do komory ładunkowej.
Udoskonalenia w konstrukcji granatnika wprowadził inż. Żochowski. Były to wymienne komory nabojowe zwiększające szybkostrzelność oraz spust elektryczny w miejsce chemicznego do odpalania ładunku miotającego.
Łącznie powstało 25 bądź od 15 do 25 egzemplarzy.

## Wykorzystanie bojowe
Dzięki możliwości prowadzenia ognia stromotorowego, granatnik pozwalał powstańcom ograniczyć swobodę poruszania się przeciwnika, kryjącego się za murami lub niską zabudową. Relacja powstańcza przytoczona w źródle podaje, że użycie granatnika wywołało panikę wśród żołnierzy nieprzyjaciela. Użyto ich bojowo w kilku miejscach, m.in. w walkach o oba budynki PAST-y.
Broń miała niedoskonałości: znana jest relacja st. sierż. pchor. Jerzego Szustra ps. „Jur” (skądinąd konstruktora innego granatnika powstańczego), w której opisał przypadek zakleszczenia i detonacji granatu w lufie podczas wystrzału, jak również zmienność prędkości wylotowej pocisków, którą przypisywał zawilgoceniu bądź złemu wymieszaniu materiału miotającego.
Wystrzeliwano z granatnika także zwykłe obronne granaty ręczne, jednak donośność i celność ognia były gorsze niż przy standardowej amunicji.

## Zachowany egzemplarz
Muzeum Wojska Polskiego w Warszawie posiada egzemplarz granatnika. Lufa ma długość 100 cm i jest we wczesnej formie, która przewidywała wystrzał za pomocą ręcznego zakroplenia kwasu siarkowego. Podstawa pochodzi z późniejszej produkcji i jest węższa niż u pierwszych egzemplarzy, w których jej szerokość utrudniała transport broni przez otwory w murach i barykady.